# Quadrado (Pelotas)

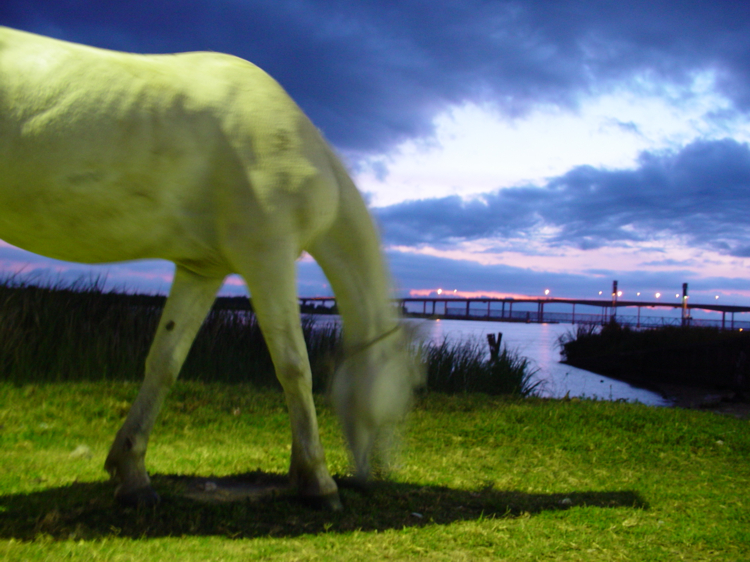
Vista sul: Pontes sobre o Canal São Gonçalo

Quadrado é um antigo atracadouro localizado na vila Doquinhas, zona portuária da cidade de Pelotas. Localizado às margens do Canal São Gonçalo, é considerado um ponto turístico da cidade.
Foi administrado pela Superintendência do Porto de Rio Grande até 2017, quando sua gestão foi repassada para a prefeitura da cidade. Pouco explorado até a década de 1990, a região tornou-se referência de lazer e manifestações artísticas com a criação Espaço Cultural Nova Geração Katangas, que recebe atrações culturais constantemente; o Katangas também mantém um instituto reconhecido pela prefeitura que promove atividades para jovens em vulnerabilidade social.